# Richland (Nowy Jork)
Richland – miasto w Stanach Zjednoczonych, w stanie Nowy Jork, w hrabstwie Oswego.